# Edward Löwe
Edward (Eduard) Löwe (Loewe, Lowe) (23 de setembre de 1794 – 25 de febrer de 1880), fou un mestre d'escacs anglès.

## Resultats destacats en competició
El 1847 va guanyar un matx contra Howard Staunton (5 - 2), però el seu oponent li havia donat avantatge de peó i dos moviments. En matxs estàndard, va guanyar contra Hugh Alexander Kennedy (7½ - 6½) el 1849, i va perdre contra Frederic Deacon (2½ - 7½) el 1851, James Hannah (8 - 13) el 1856, i Paul Morphy (0 - 6) el 1858.
En torneigs, va guanyar contra Arthur Simons (2 - 0) i perdé contra George Webb Medley (1½ - 2½) a Londres 1849 (Ries' Divan, el campió fou Henry Thomas Buckle), i va perdre un matx contra Marmaduke Wyvill (0 - 2) al Torneig Internacional de Londres de 1851 (el campió fou Adolf Anderssen).